# Teixeirinha
Elísio dos Santos Teixeira, detto Teixeirinha (San Paolo, 4 marzo 1922 – San Paolo, 17 agosto 1999), è stato un calciatore brasiliano.

## Caratteristiche tecniche
Giocava come ala. La sua azione caratteristica era raggiungere il fondo del campo e rientrare verso l'area avversaria. Era anche molto continuo nelle sue prestazioni.

## Carriera

### Club
Giocò per il San Paolo, del quale è considerato uno dei più grandi idoli, giocando 533 partite e segnando 184 reti. Ha vinto il Campionato Paulista per 6 volte dal 1943 al 1953; vestiva la maglia numero 1, segno del rispetto dei suoi compagni di squadra. Ha giocato per la Portuguesa Santista dopo essersene andato dal San Paolo il 3 marzo 1956.

## Palmarès

### Club

#### Competizioni nazionali
- Campionato paulista: 6

San Paolo: 1943, 1945, 1946, 1948, 1949, 1953